# Abel
Abel är ett mansnamn med bibliskt ursprung. Namnet förekommer också som efternamn.

## Namnet Abel i Sverige
Namnet Abel är av hebreiskt eller assyriskt ursprung. Betydelsen kan vara "son" (hebreiska/assyriska), alternativt "vindfläkt", "förgänglighet" eller "den som försvann" (hebreiska). Det tillhör de allra ovanligaste mansnamnen i den svenska namnsdagslistan, men på 2000-talet har det funnits flera pojkar i varje årskull som fått det som tilltalsnamn, så trenden kan vara på väg att vända. Den 31 december 2008 fanns det totalt 401 personer i Sverige med namnet, varav 208 hade det som tilltalsnamn. År 2004 fick 10 pojkar namnet som tilltalsnamn.
Namnsdag: 30 december (Under hela 1900-talet var dock namnsdagen den 29 december, och innan dess var det den 2 januari). I den finlandssvenska namnsdagslängden hade Abel namnsdag 2 januari 1929–1949.

## Personer med förnamnet Abel
- Abel (biblisk person), Adams och Evas son

- Abel av Danmark, kung av Danmark
- Abel Baer, amerikansk kompositör
- Abel Bergaigne, fransk indolog

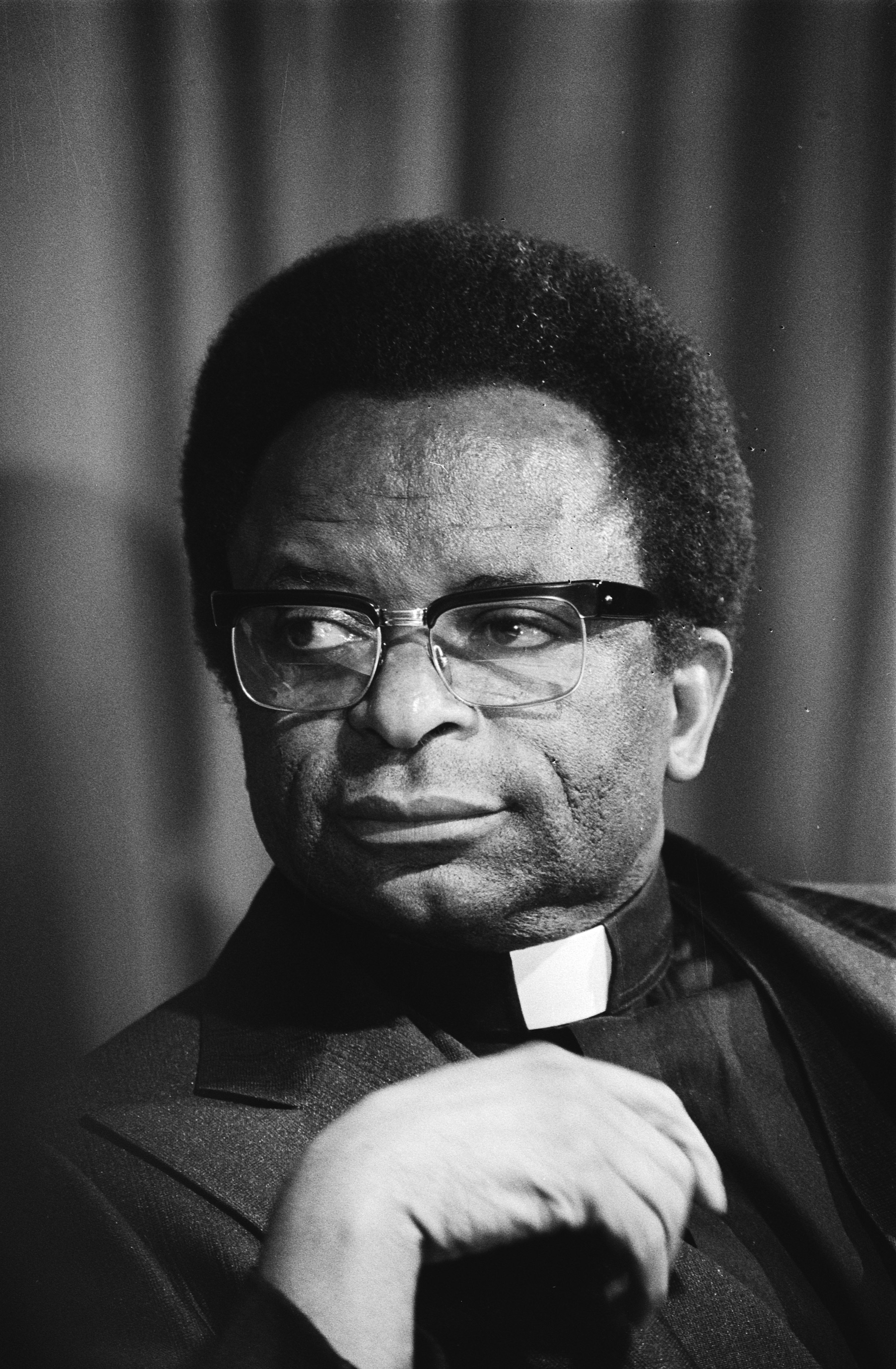
Abel Muzorewa
, 1978.

- Abel Ferrara, amerikansk regissör, manusförfattare och skådespelare
- Abel Goumba, regeringschef i Centralafrikanska republiken
- Abel Muzorewa, zimbabwisk politiker
- Abel Reenstierna, svensk hovjunkare
- Abel Romero, chilensk serieskapare
- Abel Tasman, nederländsk sjöfarare och upptäcktsresande
- Abel Tesfaye, kanadensisk musikartist med rötter från Etiopien. Bättre känd som The Weeknd.

## Personer med efternamnet Abel
- Alfred Abel (1879–1937), tysk skådespelare och regissör
- Cathrine Abel (1626–1676), dansk hovdam
- Clarke Abel (1789–1828), engelsk läkare och botanist
- Frederick Abel (1827–1902), engelsk kemist
- Hazel Abel (1888–1966), amerikansk politiker, republikan, senator för Nebraska
- Irene Abel (född 1953), östtysk gymnast
- Jake Abel (född 1987), amerikansk skådespelare och modell
- Jakob Friedrich von Abel (1751–1829), tysk filosof
- Jean-Pierre Abel-Rémusat (1788–1832), fransk sinolog
- John Jacob Abel (1857–1938), amerikansk biokemist och farmakolog
- Josef Abel (1768–1818), tysk historiemålare
- Karl Friedrich Abel (1725–1787), tysk tonsättare och viola da gamba-virtuos
- Karl von Abel (1788–1859), bayersk statsman
- Morten Abel (född 1962), norsk artist, musiker och komponist
- Niels Henrik Abel (1802–1829), norsk matematiker
- Othenio Abel (1875–1946), österrikisk paleontolog
- Otto Abel (1824–1854), tysk historiker
- Rudolf Abel (1903–1971), rysk spion och KGB-överste
- Sid Abel (1918–2000), ishockeyspelare
- Sigurd Abel (1837–1873), tysk historiker
- Wilhelm Abel (1904–1985), tysk agrarhistoriker